# Александър Морфов (режисьор)
Вижте пояснителната страница за други личности с името Александър Морфов.
Александър Морфов Морфов е български режисьор и актьор.

## Биография
Александър Морфов е роден през 1960 година в Ямбол. Баща му Морфи Морфов е офицер, а майка му Недялка Морфова е учителка по руски език и литература, музика, като дирижира фолклорен хор и ансамбъл в Сливен.
Учи в математическа гимназия „Проф. д-р Димитър Табаков“ в Сливен и след казармата следва две години в Техническия университет във Варна. Участието му в театралната трупа на университета (тогава ВМЕИ) под режисурата на Стоян Алексиев го „запалва“ за театрална кариера.
Напуска университета и работи в Драматичен театър „Стефан Киров“, Сливен като сценичен работник и осветител. През 1984 г. е приет във ВИТИЗ „Кръстьо Сарафов“, завършва режисура за куклен театър през 1990 г. в класа на Юлия Огнянова и кинорежисура при Георги Дюлгеров през 1994 година.
Играл е в Родопски драматичен театър „Николай Хайтов“ (1989 – 1990), Театър „София“ (1991 – 1992) и театър „Ла Страда“ (1993 – 1994). От 1993 г. Морфов е режисьор в Народен театър „Иван Вазов“, а през 2000 – 2001 е негов директор и художествен ръководител. Асистент по режисура на драматичен театър (1992 – 1995). От 2001 до 2006 г. е главен режисьор в Театър „Вера Комисаржевска“ в Санкт Петербург. След 2009 година е главен режисьор на Народния театър „Иван Вазов“, от януари до септември 2015 г. е и негов временен директор. 
Член на програмния съвет на БНТ (1998).
Женен за актрисата Рени Врангова, с която имат две дъщери – Неда и Сара.

## Творчество
Първите му спектакли на професионална сцена са в Родопския драматичен театър, където прави запомнящото се остро, актуално, авторско „Политическо кабаре“ (1990). Един сезон е режисьор в Театър София, където поставя „Бурята“ от Шекспир. В Народния театър „Иван Вазов“ стартира с авторска версия на „Дон Кихот“ и с нов вариант на „Бурята“. Тези два спектакъла като че слагат началото на привличане на нова публика към театъра. Причина за това е стилът на режисьора: смесването на „високото“ и „ниското“ в една увлекателна забавна игра, откритата условност на този театър и въображение в геговете, в използването на многообразни изразни средства – във визията, музиката и пр. С тези и следващата, „Сън в лятна нощ“ (1996) от Шекспир, Морфов става един от най-популярните и предпочитани от зрителя театрални режисьори. Авторският „Декамерон или Кръв и страст по Бокачо“ (1999) също е издържан в тази стилистика. С „На дъното“ по Максим Горки режисьорът заявява и силна гражданска позиция, без да се отказва от характерната си театралност. В тази линия е и „Хъшове“ (2004).
Освен като режисьор Александър Морфов се изявява и като актьор – изиграл е главните роли във филмите „Иван и Александра“, „Любовното лято на един льохман“, „Сирна неделя“, „Козият рог“, „Приятелите на Емилия“, „След края на света“ и „Пътуване към Йерусалим“.
Сценарист и режисьор на филмите „Хълмът на боровинките“ и четирисерийния „Хъшове“.

## Признание и награди
- Многократен носител на българските театрални награди „АСКЕЕР“, „ИКАР“ и др.
- Аскеер „Награда за режисура“ за постановката „На дъното“ (1998).
- „Награда за режисура“ на САБ за постановката „На дъното“ (1998).
- Носител е на над 20 международни и най-престижните руски театрални награди („Златна маска“, „Чайка“, „Златен Софит“, „Кристален Турандот“, „Гвоздеят на сезона“ и др.)
- Доктор хонорис кауза на Университета по аудио-визуални изкуства ESRA.
- Носител на орден „Кирил и Методий“ първа степен за „изключителни заслуги към Република България в областта на културата и изкуството“.

## Постановки
Информацията в списъка подлежи на допълване.
Народен театър „Иван Вазов“
- „Дон Кихот“ (1994)
- „Сън в лятна нощ“ (1996)
- „Бурята“ (1995)
- „На дъното“ (1998)
- „Вълшебна нощ“ (1995)
- „Декамерон“ (1999)
- „Хъшове“ (2004)
- „Дон Жуан“ (2006)
- „Полет над кукувиче гнездо“ (2010)
- „Животът е прекрасен“ (2012)
- „На ръба“ (2015)

Санктпетербургски театър „Вера Комисаржевская“
- „Бурята“ по Уилям Шекспир,
- „Дон Жуан“ Молиер,
- „Ваал“ по Бертолд Брехт,
- „Сапунени ангели“ по Х. Кинтеро,
- „Сън в лятна нощ“ Уилям Шекспир

Театър „Et Cetera“, Москва
- „Дон Кихот“ от Мигел де Сервантес,
- „Крал Юбю“ от Алфред Жари,
- „Люсиет Готие“ Ж. Фейдо

Театър „Ленком“, Москва
- „Полет над кукувиче гнездо“ от Кен Киси, с участието на Александър Абдулов,
- „Посещението на старата дама“ от Фридрих Дюренмат, с участието на Мария Миронова

Театър „Гешер“, Тел Авив
- „Примадона“ Дж. Хътчер,
- „Finita la commedia“ по Н. Ердман.

Поставял е още във Франция, Швеция, Македония, Румъния и Латвия.

## Филмография
Актьор
| Година | Филми и Сериали                                        | Серии | Копродукции                                        | Роля              |
| ------ | ------------------------------------------------------ | ----- | -------------------------------------------------- | ----------------- |
| 2009   | Хъшове                                                 | 4     |                                                    |                   |
| 2007   | Приключенията на един Арлекин                          | 4     |                                                    | Боса              |
| 2003   | Пътуване към Йерусалим                                 |       | България / Германия / Франция                      |                   |
| 2001   | Версенжеторикс – (Vercingétorix) Друиди – (2 заглавие) |       | Франция / Канада / Белгия                          |                   |
| 2001   | Хълмът на боровинките                                  |       |                                                    |                   |
| 1998   | След края на света                                     |       | България / Германия / Гърция                       | учителят Стойчев  |
| 1996   | Приятелите на Емилия                                   |       |                                                    | Чолака            |
| 1995   | „Тя“ – (Elle)                                          |       | Франция / България / Чили / Швейцария / Португалия |                   |
| 1994   | Козият рог                                             |       |                                                    | Караиван          |
| 1993   | Фатална нежност                                        |       |                                                    |                   |
| 1993   | Сирна неделя                                           |       |                                                    | Ангел – „Ачко“    |
| 1991   | Бай Ганьо                                              | 4     |                                                    | (в 1 серия: IV)   |
| 1991   | Бай Ганьо тръгва из Европа                             |       |                                                    |                   |
| 1990   | Любовното лято на един льохман                         |       |                                                    | Куче              |
| 1989   | 1952: Иван и Александра                                |       |                                                    |                   |
| 1988   | АкаТаМуС                                               |       |                                                    |                   |
| 1987   | Време за път                                           | 5     |                                                    | крадец рецидивист |
| 1987   | Цветове на изгрева (тв сериал)                         | 3     |                                                    |                   |

Режисьор и сценарист:
| Година | Филми и Сериали       | Серии |
| ------ | --------------------- | ----- |
| 2009   | Хъшове                | 4     |
| 2001   | Хълмът на боровинките |       |